# United Artists Records
United Artists Records — американский лейбл звукозаписи, основанный Максом Э. Янгстайном (из кинокомпании United Artists) в 1958 году — первоначально, для распространения саундтреков. Свою первую известность новая компания приобрела в 1959 году, когда выпустила «Forest of the Amazons», кантату бразильского композитора Эйтора Вила-Лобоса, по мотивам его же музыки к фильму «Green Mansions».
В 1960-х годах на United Artists выходили звуковые дорожки к битловским фильмам, а также фильмам о Джеймсе Бонде. У компании было несколько филиалов: Ascot Records, Musicor Records, Unart Records, Veep Records.
В 1969 году UA был объединён с Liberty Records (и Imperial Records, филиалом последнего), а в 1979 году после перехода под крышу EMI был переименован в Liberty и как таковой просуществовал до 1986 года.

## Список исполнителей
- The Animals (Jet)
- The Angels (Ascot)
- Пол Анка
- Ширли Бэсси
- The Beatles
- Bad Boy [4]
- Buzzcocks
- Can
- Шер
- Cornelius Brothers & Sister Rose
- The D-Men (Veep & United Artists)
- Spencer Davis Group
- The Easybeats
- Electric Light Orchestra (United Artists & Jet)
- The Exciters
- Ferrante & Teicher
- Кристалл Гейл
- Бобби Голдсборо
- Bill Haley & His Comets
- Лерой Холмс
- The Highwaymen
- Jay and the Americans
- Марв Джонсон
- Джордж Джонс
- Гордон Лайтфут
- Little Anthony & The Imperials (DCP, Veep & United Artists)
- Manfred Mann (Ascot & United Artists)
- Waldo de Los Rios
- Дон Маклин
- Максин Найтингейл
- Джин Питни (Musicor)
- Джерри Рафферти
- Крис Ри
- Джонни Риверс
- Кенни Роджерс
- Дасти Спрингфилд
- The Stranglers
- The Tammys
- Traffic
- Ike & Tina Turner
- The Ventures
- War (Far Out Productions)